# 슈퍼스타K 참가자 목록
다음은 M.net의 스타 오디션 프로그램 슈퍼스타 K 시리즈의 첫 번째 시즌 《슈퍼스타K 1》의 음악가들을 나열한 목록이다. TOP 10과 그 외 저명한 음악가들을 나열한다.

## TOP 10

### 박나래
박나래(1988년 2월 23일 ~ )는 스피카로 데뷔하였다.

### 박재은
2012년 11월 18일 《K팝스타 2》 2차 예선에 참가하였으나 탈락하였다.

## 그 외

### 주찬양
TOP14.
- 데뷔: 2010년 5월 28일 티맥스 1집 'Born To The MAX'[1]

### 김국환
김국환(1984년 6월 13일 ~ )은 대한민국의 가수이다. 2009년 Mnet의 오디션 프로그램 《슈퍼스타 K》를 통해 TV에 첫 출연해 TOP22까지 올랐다. 시각장애인임에도 불구하고 슈퍼스타 K에서 에이트의 노래 《심장이 없어》를 열창해 심사위원 이효리를 울려 화제가 되기도 했다. 본선 진출에 실패했지만 2009년 음반회사와 계약을 체결하여 싱글앨범 《Story Of Mine》을 발표하여 가요계에 정식 데뷔했다. 대구대학교 국어교육과 학사를 중퇴했으며, 종교는 개신교이다.

### 정슬기
TOP22.
- 데뷔: 2010년 5월 10일 디지털 싱글 '결국 제자리'[2]

### 몽실이 시스터즈
몽실이 시스터즈는 강진아(TOP22), 윤예슬이, 김민선(TOP40)으로 구성된 그룹이다. 가수 현미가 제안해 결성되었다. 두 번째 싱글에서는 기존의 윤예슬이 대신, 부산 출신 연습생 서미정으로 멤버를 교체하였다. 멤버 김민선은 2011년 피기돌스로 재데뷔하였고, 리더 강진아는 슈퍼스타K3에 출연하였다. 데뷔는 2009년 12월 4일 디지털 싱글 '사랑아'

### 반광옥
TOP22.

### 안수민
TOP22.

### 송하예
TOP40.

### 윤가영
TOP40.

### 우은미
TOP40.

### 이호원
- 데뷔: 2010년 6월 9일 인피니트 미니앨범 'First Invasion'[4]

### 김현지
- 데뷔: 2010년 12월 13일 미니앨범 'Everything'[5]

### 정윤하
정윤하 (1987년 11월 26일 ~ )는 대한민국의 MMA 칼럼니스트이다. 엠파이트를 통해 네이버, 다음 등에 칼럼을 연재 중이며 정식 가수 데뷔는 없었다.

### 김태하
김태하는 시아준수의 사촌여동생이며 Mnet에서 주최하는 PRODUCE 101에 참가 중이다. 소속사는 스타쉽엔터테인먼트이다.

### 박시환
이후 슈퍼스타K5에서 준우승을 차지했다.

### 박우진
AB6IX와 워너원의 멤버다.

### 배수지
- 데뷔: 2010년 7월 1일 디지털 싱글 'Bad But Good', 수지는 《슈퍼스타 K》의 광주 예선 참가에서 합격하다 우연히 JYP 엔터테인먼트 관계자와 마주하며 캐스팅 받아낸 후 미스에이의 멤버로 데뷔하였다.